# Mikel Iturria
Mikel Iturria Segurola (Urnieta, 16 maart 1992) is een Spaans-Baskisch voormalig wielrenner.

## Carrière
In 2013, het eerste seizoen dat hij onder contract stond bij Euskadi, werd Iturria onder meer zevende in het eindklassement van de Ronde van de Isard, achtste in dat van de Ronde van Madrid voor beloften en zevende in dat van de Ronde van de Aostavallei. In zijn tweede seizoen bij de Baskische formatie was een vijftiende plek in het eindklassement van de Tour des Pays de Savoie zijn belangrijkste uitslag.
In 2017 werd Iturria dertiende in zowel het eindklassement van de Ronde van Asturië als in de Prueba Villafranca de Ordizia. Omdat zijn ploeg in 2018 een stap hogerop deed, werd Iturria dat jaar prof.
In 2019 behaalde hij zijn eerste professionele overwinning; hij schreef de elfde etappe in de Ronde van Spanje op zijn naam. Samen met veertien anderen trok hij ten aanval en ontsnapte circa twintig kilometer voor de streep aan de rest van de groep. Hij kwam uiteindelijk met een voorsprong van zes seconden op Jonathan Lastra over de streep.

## Overwinningen
2019
11e etappe Ronde van Spanje

## Resultaten in voornaamste wedstrijden
| Jaar | Ronde van Italië | Ronde van Frankrijk | Ronde van Spanje |
| ---- | ---------------- | ------------------- | ---------------- |
| 2018 |                  |                     | 103e             |
| 2019 |                  |                     | 87e (1)          |
| 2020 |                  |                     |                  |
| 2021 |                  |                     | 60e              |
| 2022 |                  |                     | 93e              |
| 2023 |                  |                     |                  |

| Jaar | Clásica San Sebastián | Parijs-Tours |
| ---- | --------------------- | ------------ |
| 2018 | 48e                   | opgave       |
| 2019 | 41e                   | 64e          |
| 2020 |                       |              |
| 2021 | opgave                | 115e         |
| 2022 | opgave                |              |
| 2023 | 65e                   |              |

## Ploegen
- 2013 –  Euskadi
- 2014 –  Euskadi
- 2015 –  Murias Taldea
- 2016 –  Euskadi Basque Country-Murias
- 2017 –  Euskadi Basque Country-Murias
- 2018 –  Euskadi Basque Country-Murias
- 2019 –  Euskadi Basque Country-Murias
- 2020 –  Fundación-Orbea
- 2021 –  Euskaltel-Euskadi
- 2023 –  Euskaltel-Euskadi
- 2024 –  Euskaltel-Euskadi

Aristi · Bagües · Barbero · Bizkarra · Iparragirre · Iturria · Larrinaga · Merino · Orbe · Zuazubiskar · Chetout (stagiair) · Etxeberria (stagiair)
Aberasturi · Aristi · Barbero · Etxeberria · Iturria · Larrinaga · Lechuga · Mínguez · Orbe · Txoperena · Zuazubiskar · Irisarri (stagiair) · San Sebastián (stagiair)
Bagües · Barrenetxea · Bizkarra · Bravo · Estévez · García · González · Insausti · Intziarte · Lizarralde · Orbe · Txoperena · Aranburu (stagiair)
Aranburu · Bagües · Barrenetxea · Bizkarra · Bravo · Estévez · Ad. González · Ai. González · Insausti · Iturria · Lizarralde · Olaberria · Txoperena · Udondo · Irizar (stagiair) · Rodríguez (stagiair)
Bagües · Barrenetxea · Bizkarra · Bravo · Estévez · Ad. González · Ai. González · Irizar · Iturria · Lizarralde · Olaberria · Rodríguez · Txoperena · Udondo · Barthe (stagiair) · Juaristi (stagiair)
Aberasturi · Aristi · Bagües · Barceló · Barrenetxea · Barthe · Bizkarra · Bravo · González · Irizar · Iturria · Loubet · Prades · Ó. Rodríguez · S. Rodríguez · Sáez · Samitier · Sanz · Txoperena · Udondo
Aristi · Bagües · Barceló · Barrenetxea · Barthe · Berrade · Bizkarra · Bravo · González · Intxausti · Irizar · Iturria · López-Cózar · Ó. Rodríguez · S. Rodríguez · Sáez · Samitier · Sanz · Udondo · Viejo
Angulo · Aristi · Azparren · Azurmendi · Ballarin · Bizkarra · Bou · Canal · Cuadrado · Etxeberria · Goikoetxea · Iribar · Irizar · Isasa · Iturria · Juaristi · Lobato · Martín · Maté ·  Soto · Lasa (stagiair) · Mintegui (stagiair)
E. Azparren · X. Azparren · Azurmendi · Ballarin · Berasategi · Bizkarra · Bou · Canal · Cuadrado · Etxeberria · Goikoetxea · Iribar · Isasa · Iturria · Juaristi · Lobato · López de Abetxuko · Martín · Maté ·  Soto
Aberasturi · Alustiza · Azparren · Azurmendi (tot 15/4) · Berasategi · Bizkarra · Bonillo · Bou · Cañellas · Cuadrado · de la Parte · Etxeberria · Fouché · Isasa · Iturria · Juaristi · López de Abetxuko · Martín · Maté · Mintegi · Zubeldia · Ganzabal (stagiair)